# Хіонід
Хіонід (дав.-гр. Χιωνίδης; кінець VI століття до н. е. — середина V ст. до н. е.) — давньогрецький поет, представник давньої аттичної комедії.

## Життя та творчість
Народився у м. Афіни. Про його життя відомо замало. Був одним із засновників аттичної комедії. У 487 році до н. е. вперше переміг із своєю комедією на Великих Діонісіях. Був доволі відомим до 460-х років до н. е. Серед творів Хіоніда відомо про «Героїв», «Персів», «Жебраків». Більшість відомостей про нього знано з твору Аристотеля «Поетика».